# 拉斯纳迈埃

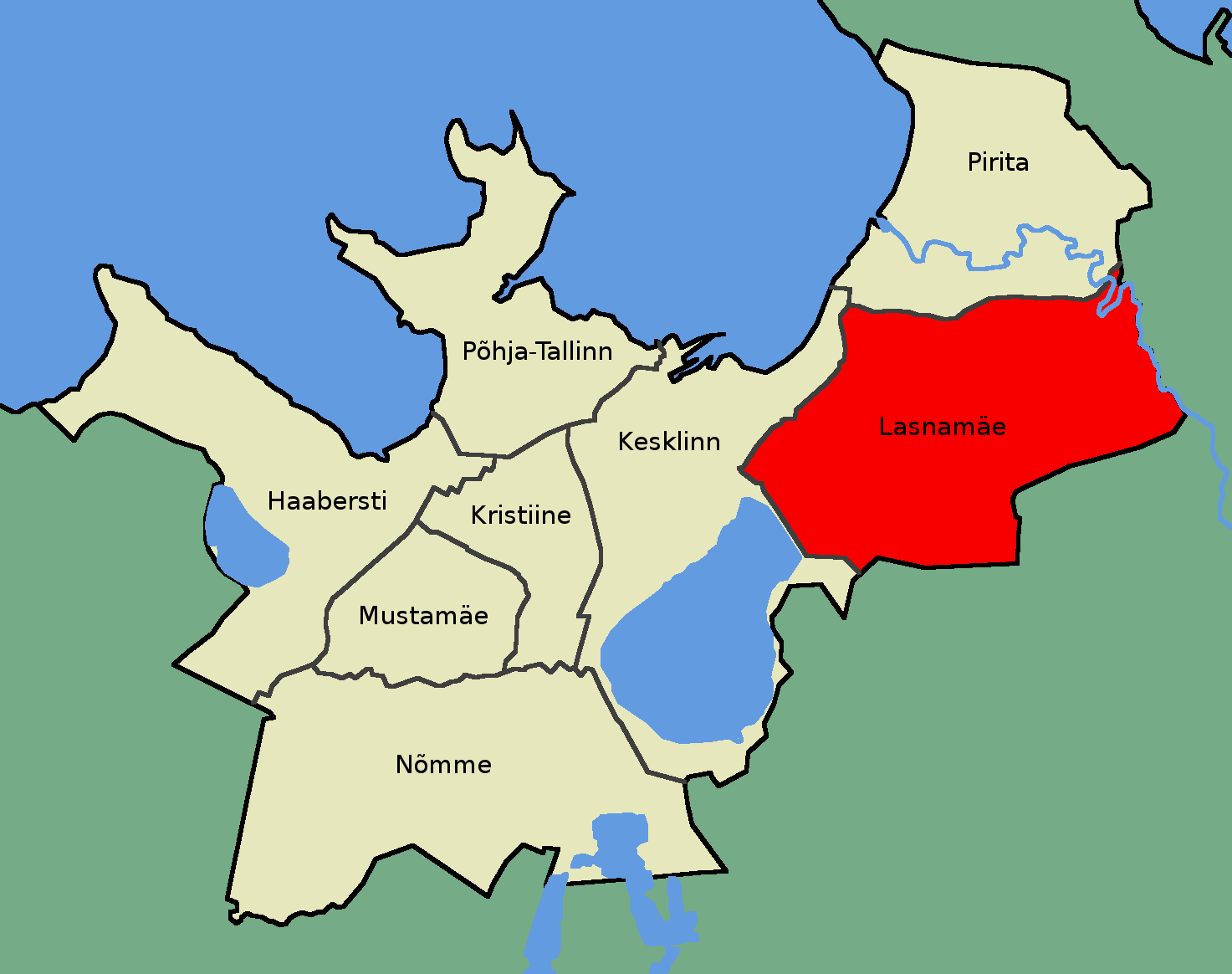
拉斯納迈埃區在塔林的位置（红色部分）

拉斯納迈埃 是愛沙尼亞首都塔林下轄的八個市區之一。拉斯納迈埃區位於塔林市轄區東部，俄羅斯人是這裡人口比例最多的民族。2014年，拉斯納迈埃區有人口118,557人。

## 外部連結
- 官方网站